# ASALA
Het Geheime Leger voor de Bevrijding van Armenië (Engels:  Armenian Secret Army for the Liberation of Armenia, ASALA; Armeens: Հայաստանի Ազատագրության Հայ Գաղտնի Բանակ, ՀԱՀԳԲ, Hayastani azatagrut'yan hay gaghtni banak, HAHGB) was een Armeense marxistisch-leninistische terreurgroep die van 1975 tot 1986 actief was. De groep, die voornamelijk vanuit Beiroet opereerde, was ook bekend onder andere namen, waaronder de Orlygroep en de 3 oktoberorganisatie. 
ASALA werd door de Verenigde Staten als terroristische organisatie bestempeld. Volgens de Amerikaanse overheid heeft de groep steun ontvangen van Syrië en mogelijk ook van Libië. Tussen 1975 en 1985 eiste de ASALA de verantwoordelijkheid op voor meer dan 50 aanvallen; daarnaast eisten ASALA-splintergroepen de verantwoordelijkheid voor zo'n 10 aanvallen op. Hierbij vielen in totaal 46 doden en 299 gewonden. De voornaamste doelwitten van ASALA waren Turkse diplomaten en luchtvaartmaatschappijen uit een aantal verschillende landen. 
Het doel van ASALA was om de Turkse regering er toe te bewegen om verantwoordelijkheid te nemen voor de dood van vele Armeniërs in de Armeense Genocide (1915). Ook moest Turkije herstellingen betalen en grondgebied afstaan aan een nieuwe onafhankelijke Armeense staat. Dit grondgebied kwam overeen met het gebied dat aan de Armeniërs was toegekend in de Vrede van Sèvres (1920), een belofte die vervolgens werd tenietgedaan door de Vrede van Lausanne (1923), die voor Turkije veel gunstiger was.

## Geschiedenis
ASALA werd begin 1975 gevestigd door de in Libanon geboren Armeniër Hagop Hagopian, met steun van Armeense intellectuelen en Palestijnse symphatisanten. Op 20 februari van dat jaar eisten ze een bomaanslag op een kantoor van Turkish Airlines op, en op 22 oktober pleegden ze hun eerste moordaanslag, toen de Turkse ambassadeur in Wenen werd omgebracht. 
In Den Haag werd op 12 oktober 1979 een moordaanslag gepleegd op de zoon van de Turkse ambassadeur Özdemir Benler. Op 17 november 1979 vonden in Parijs bomexplosies plaats bij kantoren van de KLM en andere luchtvaartmaatschappijen. Op 14 juli 1983 werd een medewerker van de Turkse ambassade in Brussel gedood.
Een grote aanval van ASALA vond plaats op de luchthaven Esenboga van Ankara op 7 augustus 1982, waarbij negen doden en 82 gewonden vielen. Een andere beruchte aanval was op de luchthaven Orly van Parijs op 15 juli 1983, waarbij acht doden vielen. De aanval op Orly leverde de groep de bijnaam "Orlygroep" op.
Deze twee bloedige aanvallen, met veel burgerslachtoffers, veroorzaakte een splitsing in de groep tussen een factie van militante nationalisten geleid door Hagop Hagopian en een factie geleid door Monte Melkonian, die de aanvallen wilde beperken tot Turkse regeringsdoelen. Na de Israëlische inval in Libanon in 1982 verloor ASALA de steun van Palestijnse sympathisanten, waaronder de PLO, die vervolgens vertrouwelijke informatie over ASALA doorspeelde naar de Franse geheime dienst. De laatste actie van de groep was de moord op een lid van de Armeense partij Dashnak in 1986. In 1988 werd de leider van ASALA, Hagop Hagopian, doodgeschoten in Athene.